# Jan Brumovský
Jan Brumovský (Levice, 26 de junho de 1937) é um ex-futebolista checo, que atuava como meia.

## Carreira
Jan Brumovský representou a Seleção Tchecoslovaca de Futebol, medalha de prata em Tóquio-1964 .

## Ligações Externas
- Perfil em FIFA.com (em inglês)